# SURVIVE!!
「SURVIVE!!」（サヴァイヴ!!）は、アフィリア・サーガ・イーストの楽曲。同グループ9枚目のシングルとして2012年11月13日に5pb.Recordsから発売された。

## 概要
前作「禁断無敵のだーりん」から5ヶ月ぶりのリリースとなる2012年2作目のシングル。同時に、アフィリア・サーガ・イースト名義での最後のシングル。
表題曲「SURVIVE!!」は、PSP、PS3用ソフト『暁の護衛 トリニティ』のオープニングテーマ、カップリングの「ヴィーナス☆女神っくす!」は、P3用ソフト『神次元ゲイム ネプテューヌV』のエンディングテーマにそれぞれ起用された。 
シングルはコラボ盤（YZPB-5009）、DVD付盤（YZPB-5010）、通常盤A（YZPB-5011）、通常盤B（YZPB-5012）の4種リリースで、コラボ盤にはアルバム『Whitism』収録の「恋をゲームにしないで!」のリミックスバージョンであるヒゲドライバー remixとfazerock remixが、通常盤A、Bには表題曲をA、B用にフィーチャリングしたものがそれぞれ収録されている。なおコラボ盤のディスクジャケットにはプルルート、ネプテューヌ、アイエフちゃん、コンパちゃん、ピーシェ、のイラストが描かれている
DVDの収録内容は、コラボ盤が表題曲のPV、およびネプテューヌVのエンディングスペシャルムービーと暁の護衛のオープニングムービーが、DVD付盤には表題曲のPVとこれのダンスバージョン、およびメイキング映像がそれぞれ収められている。

## チャート成績
2012年11月26日付オリコンウィークリーチャートでは、1.6万枚を売り上げ、初登場9位を獲得。同時に7thシングル「未来が私を待っている」以来となるトップ10入りを果たし、自己最高初動を記録した。

## 収録曲

### コラボ盤
1. SURVIVE!! [4:03]
作詞：奥井雅美、作曲：志倉千代丸、編曲：オオバコウスケ
PSP、PS3用ソフト『暁の護衛 トリニティ』オープニングテーマ
テレビ東京『アニソンぷらす』2012年11月エンディングテーマ
前作までの「かわいい」イメージと違い、「かっこよさ」を前面にだした「強きな曲」となっており、歌詞の内容も恋をリードする小悪魔がテーマになっている[2]。なお作詞に際しては『暁の護衛 トリニティ』のヒロインの1人である二階堂麗華の気持ちを反映させたという[3]。
2. ヴィーナス☆女神っくす! [3:52]
作詞：桃井はるこ、作曲・編曲：大島こうすけ
PS3用ソフト『神次元ゲイム ネプテューヌV』エンディングテーマ
桃井曰く「優しく強い女の子の歌」に仕上がっている[4]。
3. SURVIVE!!（off Vocal）
4. ヴィーナス☆女神っくす!（off Vocal）
5. 恋をゲームにしないで!（ヒゲドライバー remix） 
作詞：桃井はるこ、作曲：大島こうすけ
6. 恋をゲームにしないで!（fazerock remix）

DVD
1. ネプテューヌV　ED　SPECIAL MOVIE
2. SURVIVE!! MusicClip
3. 暁の護衛 OP MOVIE

### DVD付盤
1. SURVIVE!! [5:08]
2. ヴィーナス☆女神っくす! [3:58]
3. SURVIVE!!（off Vocal）
4. ヴィーナス☆女神っくす!（off Vocal）

DVD
1. SURVIVE!! MusicClip
2. SURVIVE!! MusicClip（Dance Ver.）
3. 特典映像（MusicClip 撮影風景）

### 通常盤A
1. SURVIVE!! [5:08]
2. ヴィーナス☆女神っくす! [3:58]
3. SURVIVE!!（off Vocal）
4. SURVIVE!! Feat.Ver.A

### 通常盤B
1. SURVIVE!! [5:08]
2. ヴィーナス☆女神っくす! [3:58]
3. SURVIVE!!（off Vocal）
4. SURVIVE!! Feat.Ver.B